# Інститут вивчення війни
Інститут вивчення війни (англ. Institute for the Study of War, ISW) — американський аналітичний центр, заснований 2007 року Кімберлі Каган. Штаб-квартира розташована у Вашингтоні, округ Колумбія.
За оцінкою The Militarist Monitor, центр працював з метою підтримки довгострокових військових кампаній США, зокрема у країнах Близького сходу.

## Історія
ISW була заснована у 2007 році військовою історикинею Кімберлі Каган у відповідь на застій у війнах в Іраку та Афганістані, з основним фінансуванням від групи оборонних підрядників і заявленою метою надавати незалежний аналіз у режимі реального часу з відкритих джерел поточних військових операцій та операцій, схожих на громадянську війну, що проводяться повстанськими угрупованнями. Наразі ISW працює як неприбуткова організація. Її робота підтримується внесками таких гравців індустрії, як General Dynamics, Microsoft і раніше L3 Technologies. ISW підготувала звіти про війну в Сирії, війну в Афганістані та війну в Іраку, «зосередившись на військових операціях, ворожих загрозах і політичних тенденціях у різних зонах конфліктів». З лютого 2022 року ISW публікує щоденні звіти про російське вторгнення в Україну.

## Рада директорів
Управління ІСВ здійснює Рада директорів, до складу якої входять наступні особи:
- Генерал Джек Кін (військовий у відставці), голова.
- Кімберлі Каган, засновниця і президентка.
- Келлі Крафт, колишній посол США в ООН і Канаді.
- Вільям Крістол, директор організації «Захистимо демократію разом».
- Джозеф Ліберман, старший радник, Kasowitz Benson Torres & Friedman.
- Кевін Мандіа, головний виконавчий директор та директор правління.
- Джек Маккарті-молодший, старший керівний директор і засновник A&M Capital.
- Брюс Мослер, голова, глобальний брокер, Cushman & Wakefield, Inc.
- Генерал Девід Петреус (військовий у відставці), Глобальний інститут KKR.
- Уоррен Філліпс, головний директор, CACI International.
- Полковник Вільям Роберті (військовий у відставці), керівний директор, Alvarez & Marsal.